# قياس كمي للذات

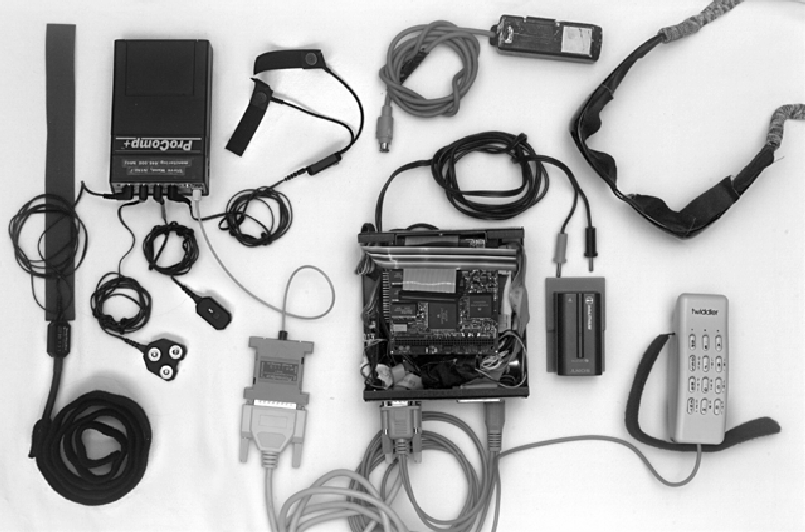
الصورة أعلاه هي لجهاز الكوانتيمتريك بعد إزالته من الحزام: من اليسار إلى اليمين: مجسات التنفس وECG وEEG وموصلية الجلد وEVG (ElectroVisuoGram = Quantimetric EyeTap)

القياس الكمي للذات أو القياس الكمّي للأنا أو التتبع الذاتي كمياً (بالإنجليزية: Quantified Self)‏ هو توجه لدمج التكنولوجيا في جمع البيانات عن جوانب من حياة الشخص اليومية من حيث المدخلات (مثل الأغذية المستهلكة، ونوعية الهواء المحيط)، والحالات (مثل المزاج، والإثارة، ومستويات الأكسجين في الدم)، والأداء (العقلي والبدني). هذا الرصد الذاتي أو الاستشعار الذاتي يجمع بين المجسات القابلة للارتداء (تخطيط أمواج الدماغ، تخطيط كهربية القلب، فيديو، الخ) والأجهزة الحاسوبية القابلة للارتداء ويعرف أيضا باسم تسجيل بيانات الحياة (بالإنجليزية: lifelogging)‏. وهناك أسماء أخرى لعملية استخدام بيانات التتبع الذاتي لتحسين الأداء يومي هي «التتبع الذاتي» و«التحليلات الذاتية» والمراقبة الذاتية والمراقبة السفلية والاستعلام اللإنساني. باختصار، القياس الكمي للذات هو معرفة الذات من خلال تتبع ذاتي بواسطة التكنولوجيا. وقد سمح التقدم في تقنيات القياس الكمي للذات للأفراد بأخذ قياسات حيوية لم يكونوا ليتصورا أنها موجودة أساساً وكذلك جعل جمع هذه البيانات أقل كلفة وأكثر ملاءمة. وهذا يمكن المرء أن يتتبع مستويات الأنسولين والكورتيزول وتسلسل الحمض النووي ويمكنه من رؤية الخلايا الميكروبية التي تعيش في جسده.